# Gerd Weisgerber
Gerd Weisgerber (* 24. Januar 1938 in Saarwellingen; † 22. Juni 2010 in Recklinghausen) war ein deutscher Montanarchäologe.

## Leben
Nach dem Schulbesuch in Saarlouis wurde er von 1957 bis 1959 an der Pädagogischen Hochschule in Saarbrücken zum Lehrer ausgebildet und trat dann in den Schuldienst ein. Nach seiner Ernennung zum Hauptlehrer unternahm er mit seinen Schülern Exkursionen und kleinere Ausgrabungen im Hunsrück. Das frühlatènezeitliche Kriegergrab von Losheim, das dabei gefunden wurde, ist später in der Fachliteratur weiter diskutiert worden. Wohl auf Anregung des saarländischen Landeskonservators Reinhard Schindler begann Weisgerber 1961 ein Studium der Vor- und Frühgeschichte, Wirtschafts- und Sozialgeschichte und Geographie an der Universität des Saarlandes. Rolf Hachmann war sein hauptsächlicher Lehrer, bei ihm promovierte er 1970 über das römische Quellheiligtum von Hochscheid im Hunsrück. Kurz zuvor war er bereits zu Hachmanns Assistenten ernannt worden und konnte den Schuldienst endgültig verlassen. Neben kleineren Grabungen im näheren Umkreis wurde er mit der Organisation der Grabungen auf dem Siedlungshügel Kāmid el-Lōz im Libanon betraut.
Am 1. April 1973 wurde er Wissenschaftlicher Mitarbeiter für Bergbauarchäologie am Deutschen Bergbau-Museum in Bochum und damit weltweit der erste hauptamtliche Montanarchäologe. Auf Anfrage des damaligen Direktors Hans Günter Conrad  (1966–1987) brachte ihn Reinhard Schindler, der mit dem Museum bei den Grabungen am Emilianus-Stollen, einem römischen Kupferbergwerk in Wallerfangen, zusammengearbeitet hatte, in Vorschlag. Weisgerbers Erfahrungen in Provinzialrömischer Archäologie und Archäologie des Orients passten gut zu den Projektplanungen des Museums. Über seine Pensionierung am 31. März 2000 hinaus trug er maßgeblich zur Entwicklung dieses Teilgebiets der Archäologie bei. Seit 1984 war er auch stellvertretender Direktor des Museums. Als Honorarprofessor war Weisgerber an der Universität Freiburg tätig.

## Veröffentlichungen (Auswahl)
- Das gallo-römische Quellheiligtum von Hochscheid (Kr. Bernkastel-Wittlich). Sein Typ und Kult. Saarbrücken, Univ., Diss., 1970
- Das Pilgerheiligtum des Apollo und der Sirona von Hochscheid im Hunsrück Bonn: Habelt 1975
- als Hrsg. und Bearbeiter: Fünftausend Jahre Feuersteinbergbau. Die Suche nach dem Stahl der Steinzeit. Ausstellung im Deutschen Bergbau-Museum Bochum vom 24. Oktober 1980 bis 31. Januar 1981. (Veröffentlichungen aus dem Deutschen Bergbau-Museum Bochum; 22)  Bochum 1980 ISBN 3-921533-20-1 und weitere Auflagen
- Montanarchäologie. Grundzüge einer systematischen Bergbaukunde für Vor- und Frühgeschichte und Antike, Teil 1. In: Der Anschnitt  41 (1989), 6, S. 190–204
- mit Günther A. Wagner: Silber, Blei und Gold auf Sifnos; prähistorische und antike Metallproduktion Bochum 1985, ISBN 3-921533-30-9
- mit Gert Goldenberg:  Alpenkupfer - Rame delle Alpi.  Bochum: Dt. Bergbau-Museum 2004, ISBN 3-937203-05-2
- Paul Yule, Gerd Weisgerber: The Tower Tombs at Shir, Eastern Ḥajar, Sultanate of Oman. In: Beiträge zur allgemeinen und vergleichenden Archäologie 18, 1998, 183–241, ISBN 3-8053-2518-5 (Digitalisat als PDF bei Propylaeum-DOK)